# Comtat de Durbuy
El comtat de Durbuy fou una jurisdicció feudal del Sacre Imperi Romanogermànic que es va desenvolupar al segle XI. Els comtes de Luxemburg a partir d'Enric IV de Luxemburg el Cec, foren comtes de Durbuy (1153). La fortalesa de Durbuy defensava el territori de Luxemburg contra possibles atacs del prínceps bisbes de Lieja i l'abadia de Stavelot-Malmedy, sent la principal defensa de la frontera nord. Durbuy va esdevenir vila el 1331 quan el rei Joan I de Bohèmia comte de Luxemburg va atorgar als habitants certs privilegis consignats en una carta.
El territori agafa personalitat al segle XI quan estava sota autoritat del comtat de Namur. El comte Albert II de Namur (1018-1037) fou pare d'Albert III i d'Enric i el segon fou comte de Durbuy; se l'esmenta com a comte en una carta del 23 d'abril de 1088 quan l'emperador Enric IV del Sacre Imperi Romanogermànic (emperador 1084-1106) va fer una donació a Sant Jacob de Lieja a petició del comte. Va deixar un fill, Godofreu que va ser comte i era mort el 1124 quan el seu fill Enric (II) va subscriure un acord amb l'abat de Stavelot. Godofreu es va casar amb Alix de Grandpré (filla d'Enric I de Grandpré) que després d'enviudar es va casar amb Godofreu d'Esch (llatí Aissa). Va deixar dos fills (i una filla de nom Alix): Ricard de Durbuy (o Ricard III de Crisse) que fou bisbe de Verdun el 1163 i fins a 1171; i Enric II comte de Durbuy que apareix per primer cop quan va subscriure un acord amb l'abat de Stavelot el 1124; va subscriure també una carta el 1134 amb Thierry d'Alsàcia comte de Flandes (1128-1168) confirmant donacions a l'abadia de Sant Martí de Tournai. Hauria mort abans del 1147/1148. En aquest temps apareix com a comte Enric el Cec, comte de Luxemburg, enfrontat a Ricard de Durbuy el que després fou bisbe de Verdun, que devia reclamar l'herència del seu germà, que per manca d'hereus havia revertit al mascle sènior de la família.
Enric el Cec no tenia fills i va designar hereu el seu nebot Balduí V d'Hainaut. El naixement inesperat d'una filla, Ermesinda (1186), va alterar els plans successoris. Al cap de dos anys, el 1188 Enric, que ja era vell (76 anys, era nascut el 1112) la va prometre amb Enric hereu de Xampanya (nascut el 1166) però Balduí no va renunciar. El 1190 a la dieta de Schwäbisch Hall va aconseguir erigir el comtat de Namur en marca incloent els comtats d'Hainaut, Laroche i Durbuy, però aquesta situació no va durar i el 1195 un arbitratge imperial va regular la successió: el comtat de Namur fou atribuït a Balduí, el comtat de Luxemburg fou atribuït a Otó I de Borgonya (com a feu imperial), i els comtats de Durbuy i Laroche a Ermesinda i el seu marit. En aquestes condicions Enric de Xampanya va trencar el seu prometatge (va morir el 1197, un any després de la mort d'Enric el Cec) i llavors Ermesinda fou casada amb el comte Tibald I de Bar (nascut el 1158) que va negociar amb Otó I la renúncia al Luxemburg i finalment el 1197 Otó va renunciar i així Ermesinda, que ja era comtessa de Durbuy i Laroche va esdevenir comtessa de Luxemburg. Un intent de reconquerir Namur va fracassar i finalment Ermesinda i va renunciar pel tractat de Dinant el 26 de juliol de 1199. El 13 de febrer de 1214 va morir Tibald, de 56 anys, i Ermesinda, que només en tenia 27 es va casar en segones noces amb el comte Walerà III de Limburg. Un nou intent de reconquerir Namur va fracassar i altre cop es va signar un tractat de renúncia a Dinant el 13 de març de 1223. El 1226 va morir Walerà. Ermesinda va viure fins al 12 de febrer de 1247. Del seu primer matrimoni va tenir tres filles i un fill, Renald, que va morir jove (abans de 1214). Del matrimoni amb Walerà III va tenir a Enric el Ros, que la va succeir a Luxemburg (i fou comte de Limburg), i a Gerard que va rebre Durbuy.
Gerard I de Durbuy, nascut el 1223, va governar Durbuy de 1247 fins a la seva mort vers el 1298. es va casar abans de 1259 amb Mectilde de Clèveris, filla de Thierry VI de Clèveris, senyor de Dinslaken, i va tenir vuit filles; l'herència conforme a les normes de la família va passar a Enric VII de Luxemburg, besnet d'Ermesinda, net d'Enric VI el Ros. En endavant el comtat de Durbuy formà part integrant de Luxemburg.

## Llista de comtes
- Enric I vers 1060-1097
- Godofreu vers 1097-1124
- Enric II 1124-1147
- Ricard 1147-1148, pretendent (després bisbe de Verdun)
- Enric III el Cec (IV de Luxemburg) 1148-1196
- Ermesinda 1196-1246
- Walerà III de Limburg 1197-1214
- Gerard 1246-1298
- Enric IV (VII de Luxemburg) 1198-1313, unit a Luxemburg